# Cabecar
Cabecar is een geslacht van haften (Ephemeroptera) uit de familie Leptohyphidae.

## Soorten
Het geslacht Cabecar omvat de volgende soorten:
- Cabecar serratus